# Heinrich Jakob Fried

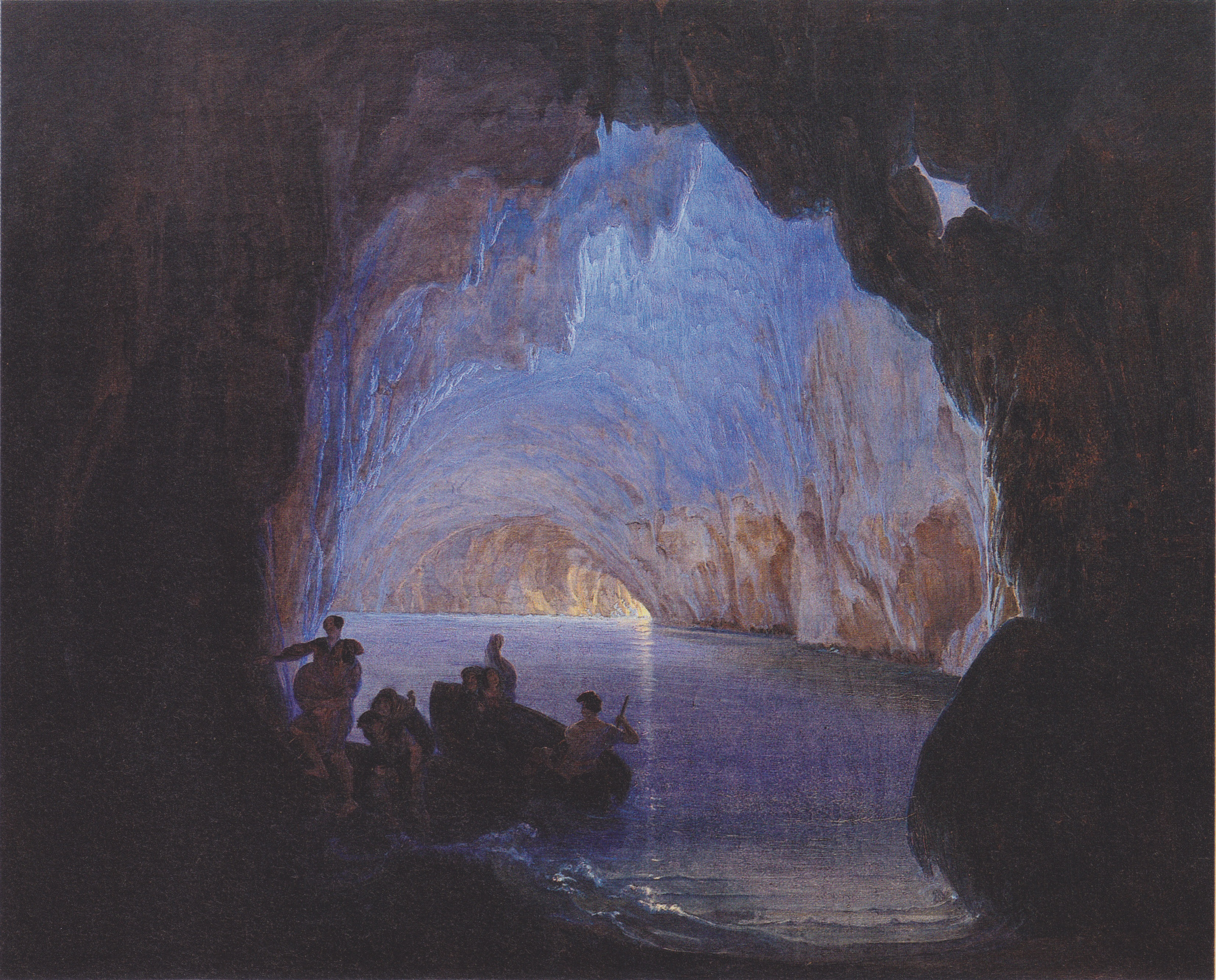
Die Blaue Grotte auf Capri (1835) in der Kunsthalle Bremen

Heinrich Jakob Fried (* 11. März 1802 in Queichheim, Département du Mont-Tonnerre, heute zu Landau in der Pfalz, Rheinland-Pfalz; † 2. November 1870 in München) war ein deutscher Maler.

## Leben
Heinrich Jakob Fried bildete sich an der Kunstschule in Augsburg und auf der Akademie zu München unter Johann Peter von Langer und Peter von Cornelius und wandte sich anfänglich hauptsächlich der Historienmalerei im romantischen Sinn zu. Im Jahr 1830 erschien von ihm unter dem Titel Erinnerung an die Vorzeit, oder die Rheinpfalz eine lithografische Sammlung von Ansichten geschichtlicher Denkmäler der Pfalz. Von 1834 bis 1837 verweilte er in Italien. 1845 erhielt er die Stelle eines Konservators des Kunstvereins zu München, die er bis zu seinem Tod 1870 innehatte.

## Werke (Auswahl)
- Gretchen am Spinnrocken
- Ritter Toggenburg (nach Friedrich Schiller)
- Der verwundete Ritter mit seinem Knappen
- Die Blaue Grotte von Capri (in der Bremer Kunsthalle)
- Eine Jagdgesellschaft vor dem Schloss Trifels
- Ansicht von Hohenschwangau